# Verbandsgemeinde Bad Ems
La comunità amministrativa di Bad Ems (Verbandsgemeinde Bad Ems) era una comunità amministrativa della Renania-Palatinato, in Germania.
Faceva parte del circondario del Reno-Lahn.
A partire dal 1º gennaio 2019 è stata unita alla comunità amministrativa di Nassau per costituire la nuova comunità amministrativa Bad Ems-Nassau.

## Suddivisione
Comprendeva 9 comuni:
1. Arzbach
2. Bad Ems (città)
3. Becheln
4. Dausenau
5. Fachbach
6. Frücht
7. Kemmenau
8. Miellen
9. Nievern

Il capoluogo era Bad Ems.